# Upplands runinskrifter Fv1969;304A
Upplands runinskrifter Fv1969;304A är ett vikingatida runstensfragment av röd sandsten funnet i kvarteret S:t Per, Uppsala och Uppsala kommun. Fragmentet hittades vid undersökning av S:t Pers kyrkoruin 1966. Ristningen är oskickligt utförd. Fragmentets mått är 28 gånger 12 centimeter. Det förvaras på Upplandsmuseet. Vid samma undersökning hittades U Fv1969;304B.

## Inskriften
Translitterering av runraden:
...t (h)... ...(i)...
Normalisering till runsvenska:
... ... ...